# Dasineura pyri
Dasineura pyri är en tvåvingeart som först beskrevs av Bouche 1847.  Dasineura pyri ingår i släktet Dasineura och familjen gallmyggor. Inga underarter finns listade i Catalogue of Life.

## Bildgalleri

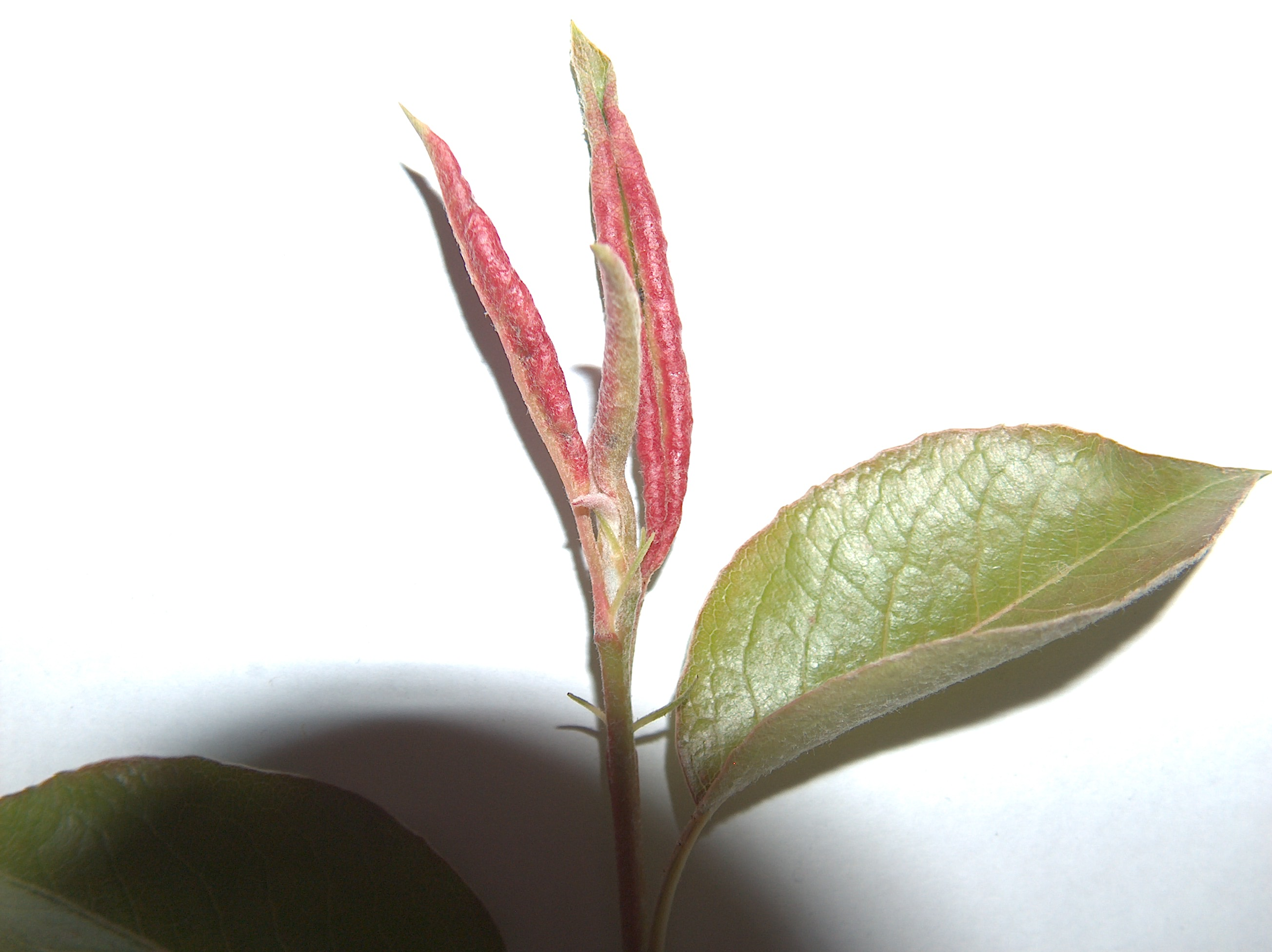
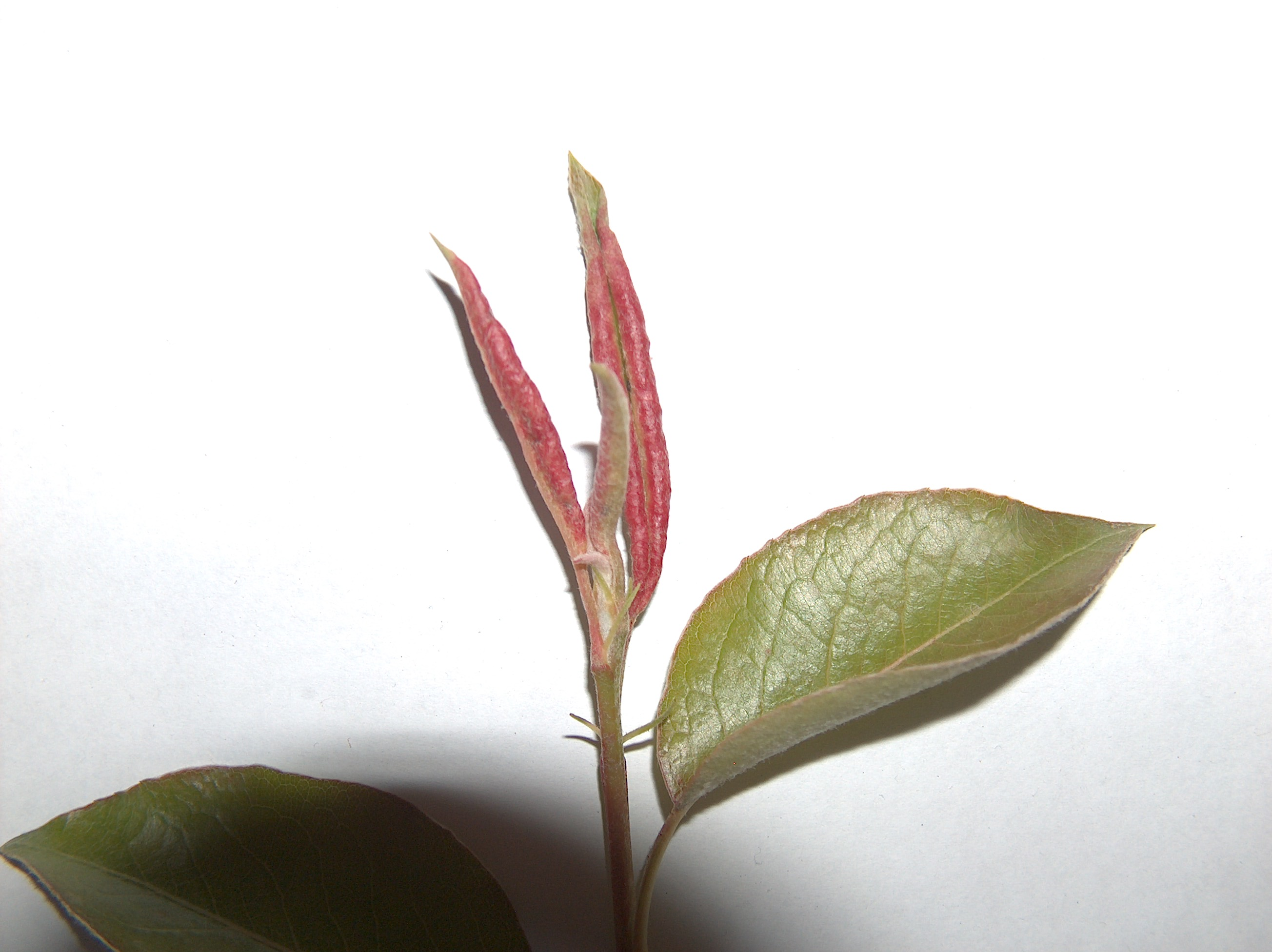
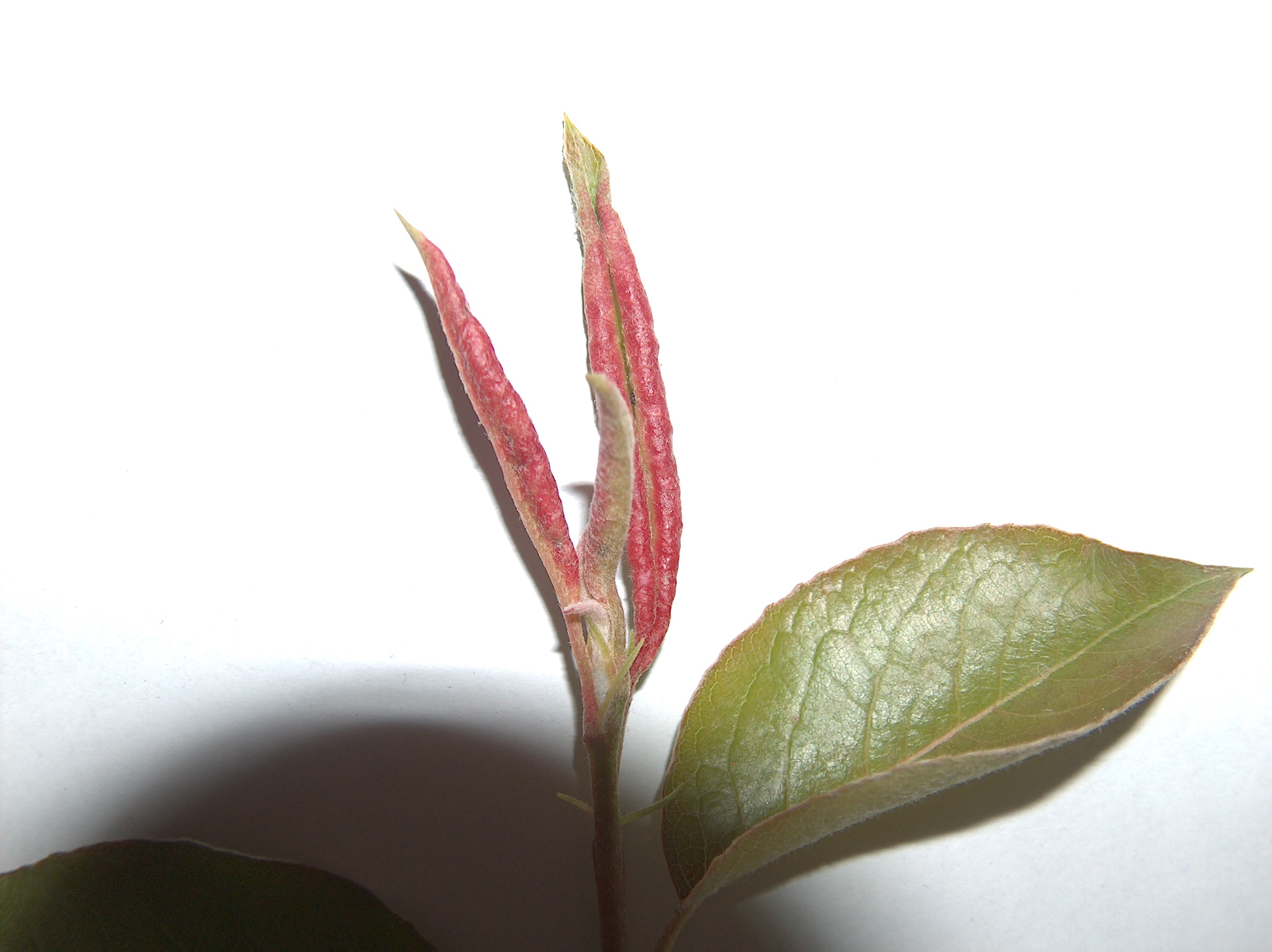